# Дрімлюга золотистий
Дрімлюга золотистий (Caprimulgus eximius) — вид дрімлюгоподібних птахів родини дрімлюгових (Caprimulgidae). Мешкає в регіоні Сахелю.

## Опис
Довжина птаха становить 23-25 см, вага 66 г. Верхня частина тіла і верхні покривні пера крил охристі, поцятковані бурими плямками і світло-сірими смужками з коричневими краями. На горлі булувата пляма, верхня частина грудей поцяткована такими ж плямками, як і спина, нижня частина грудей і живіт коричнювато-охристі, без плям. 4 стернових пера темні з широкою білою смугою посередині. Крайні стернові пера на кінці білі. Очі, дзьоб і лапи сірувато-чорні. Виду не притаманний статевий диморфізм. Крик — низький "чурр", його можна почути на світанку та в присмерках, коли самці кричать з землі.

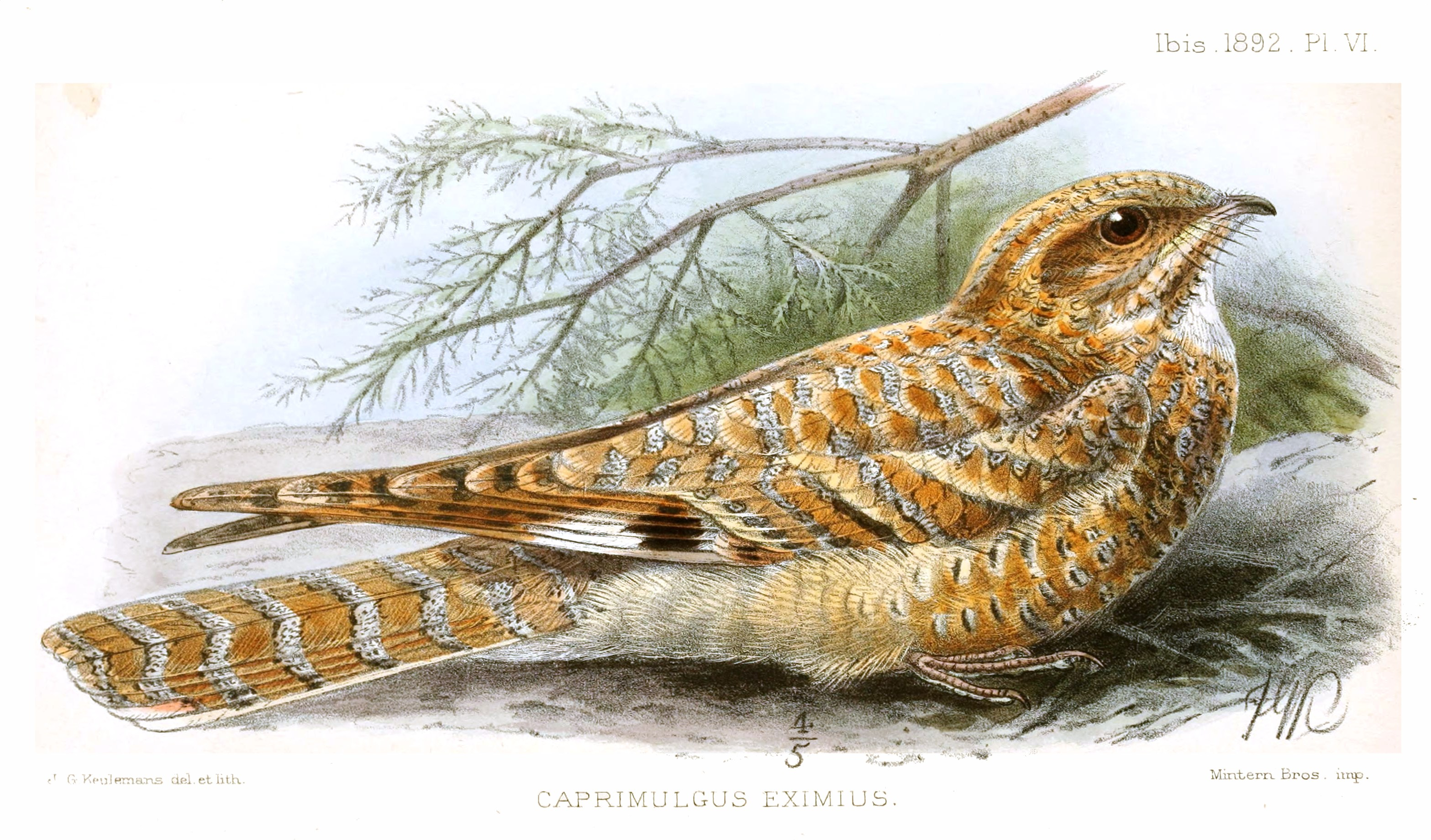
Золотистий дрімлюга

## Підвиди
Виділяють два підвиди:
- C. e. simplicior Hartert, E, 1921 — від південної Мавританії до центрального Чаду;
- C. e. eximius Temminck, 1826 — західний і центральний Судан.

## Поширення і екологія
Золотисті дрімлюги мешкають в Мавританії, Сенегалі, Малі, Нігері, Чаді і Судані, трапляються на півночі Нігерії, Камеруну і Південного Судану. У 2015 році золотистого дрімлюгу було помічено в Західній Сахарі, а у 2019 році в цьому регіоні було встановленно факт гніздування виду. 
Золотисті дрімлюги живуть в пустелях і напівпустелях, порослих травою і чагарниками, серед піщаних і кам'янистих ґрунтів, на висоті до 600 м над рівнем моря. В північному Сенегалі вони також зустрічаються в рідколіссях, що ростуть на піщаних ґрунтах, однак загалом золотисті дрімлюги уникають густих чагарникових заростей і лісових масивів. Живляться комахами, яких ловлять в польоті, часто над водою. Сезон розмноження триває з березня по травень. Золотисті дрімлюги відкладають яйця просто на голу землю або серед трави. В кладці 2 сіруватих або сірувато-охристих яйця, поцяткованих сірими, охристими або пурпуровими плямками.